# LabelPrint
LabelPrint(ラベルプリント)は、サイバーリンクが開発・販売する、CD/DVDなどのディスクラベルを作成するためのアプリケーションソフトウェアである。
ディスク表面ラベル、カバー、ジュエルケースインレーを作成することができる。ラベル印刷は、LabelflashとLightScribeにも対応している。
すでに販売、サポートを終了している。

## バージョン履歴
LabelPrint２
- 2006年6月22日発売[1]。

LabelPrint 2.5
- 2010年12月15日発売[2]。